# Rhombophyllum
Rhombophyllum es un género con cinco especies de plantas suculentas perteneciente a la familia Aizoaceae.

## Taxonomía
El género fue descrito por  Martin Heinrich Gustav Schwantes, y publicado en Z. Sukkulentenk. 3: 16, 23. 1927. La especie tipo es: Rhombophyllum rhomboideum

## Especies
- Rhombophyllum albanense
- Rhombophyllum dolabriforme
- Rhombophyllum dyeri
- Rhombophyllum nelii
- Rhombophyllum rhomboideum